# Paragomphus tachyerges
Paragomphus tachyerges är en trollsländeart som först beskrevs av Maurits Anne Lieftinck 1934.  Paragomphus tachyerges ingår i släktet Paragomphus och familjen flodtrollsländor. IUCN kategoriserar arten globalt som sårbar. Inga underarter finns listade i Catalogue of Life.